# 开放社会
開放社會（法語：Société ouverte）與封閉社會相對，這一概念由法國哲學家亨利·柏格森於1932年提出。英国奥地利裔哲学家卡尔·波普尔在第二次世界大战期间进一步拓展了这一概念。
柏格森将封闭社会描述为一个封闭的法律体系或者宗教体系，它是静止的，就像一颗封闭的心灵。 他认为，如果所有文明消失殆尽，封闭社会的本质将会存留下来。与之相反，开放社会是动态的且倾向于道德普遍主义。 在一个开放社会中，政府容许并接受民间的批评；政府行为透明；它与集权社会对立，个人自由和人权是开放社会的基石。
波普尔将开放社会视为历史连续体的一部分，從有机社会、部落社会或者封闭社会，經過以对传统的批判态度为标志的开放社会，到缺乏一切面對面互動交易的抽象或非人格化社会。
在开放社会中，政府应当做出回應和寬容，其政治机制透明灵活，其对立面为威权主义（‘威权’也译为‘独裁’或‘专制’）。

## 概念起源
波普尔认为，古希腊人开启了从部落制社会向开放社会过渡的漫长过程，并首次面临由此带来的个人与群体关系削弱所带来的压力。
虽然部落主义社会和集体主义社会不区分自然法和社会习俗，以至于个人不太可能挑战他们认为具有神圣甚或巫术的根基的传统，但开放社会的肇始于以自然法与成文法之间的区别以及个人责任感的增强及道德选择的责任感的增强为特征（并非与宗教信仰不相容）。
波普尔认为，一旦民众个性、批判以及人道主义意识在民众头脑中生成，几无可能被当政者压制，因此，几无可能再倒退至封闭社会。但同时，认识到他所谓的“失落的部落主义群体精神”持续的情感作用，典型的例子就是20世纪甚嚣尘上的极权主义。
虽然自波普尔研究“开放社会”以来的这段时期，开放社会越来越为公众所知，但这可能并不归功于波普尔的倡导，更多的是因为因于晚期现代经济进步的作用。 基于飞速发展的工业社会要求其成员具有较强的识字能力、匿名性以及加强的社会流动性——这些因素与许多基于传统的行为不相容，但格奥尔格·齐美尔认为的大都市心态的特征的抽象社会关系却得到了日益广泛的传播。

## 定義
波普尔将开放社会定义为“每个人都面临个人决定的社会”，与“神秘的或部落的或集体主义的社会”针锋相对。
开放社会的现代倡导者认为，在公共意义层面，社会不会保守自己的秘密，因为所有人都信赖所有人的知识。政治自由和人权是开放社会的基础。
波普尔在《开放社会及其敌人》中将开放社会定义为政治多元和文化多元的社会。波普尔认为，没有人知道完美的政府是什么样子，于是次优的选择是一个可以和平更替权力的政府。文化多元不仅是开放社会的特点，也是开放社会不断改善、进化的活力源泉。而“封闭社会”（封建社會）的特点是政治单极、文化单元，权力更替常常只能用暴力革命完成。他认为，只有民主才能为改革与政权更迭提供保障性體制机制，而不需要流血、革命或政变。

## 認識論
波普爾的開放社會概念是認識論的，而不是政治的。波普爾在撰寫《開放社會及其敵人》時認為社會科學未能掌握法西斯主義和共產主義的意義與性質，因為這些學科建立於他所認為的錯誤認識論基礎上。極權主義迫使知識政治化，使得批判性思維成為不可能，並導致極權國家的知識遭到破壞。
波普爾關於知識是臨時性的理論意味著，社會必須對其他觀點持開放態度。開放社會與文化多元主義及宗教多元主義相關聯；這一社會永遠對改進持開放態度，因為知識永不完結而永遠存在。
封閉社會中，對某些知識和最終真理的要求導致強加一種形式的現實。這樣的社會對思想自由是封閉的。與此相反，在一個開放社會中，需要批判性思維，這要求思想和言論自由以及能夠促進這種思想自由的文化和法律機構。

## 警告
自稱是卡爾·波普爾的理論追隨者的投資者和慈善家喬治·索羅斯主張，弗蘭克·倫茨和卡爾·羅夫等保守派政治家對藉自現代廣告與認知科學的精巧欺騙手段的精妙運用使波普爾的開放社會觀念令人懷疑。因為選民對現實的認識很容易被操縱，民主政治話語並不一定導向對現實更好的理解。索羅斯主張，對權力分立、言論自由、以及選舉自由的需要除外，迫切的是對真相的追求的明確保證。
然而，波普爾並沒有將開放社會與民主、資本主義或自由放任的經濟相關聯，而是以個人批判性的心態面對公共團體迷思，無論何種形式。波普爾的思想中一個重要方面是，真相可能會失去，批判性的態度並不意味著找到真相。